# Eva Kummer
Eva Kummer (* 11. April 1967) ist eine ehemalige deutsche Tischtennisspielerin. Sie gehörte in den 1980er Jahren zu den besten Spielerinnen der DDR und gewann zehn Titel bei DDR-Meisterschaften.

## Werdegang
Kummer begann ihre Karriere beim Verein Saatgut Quedlinburg und wechselte 1986 zu BSG Lokomotive Leipzig-Mitte, mit dessen Damenmannschaft sie von 1987 bis 1990 viermal nacheinander DDR-Mannschaftsmeister wurde.
Bei den nationalen Meisterschaften der DDR wurde Kummer viermal in Folge Meister im Doppel, nämlich 1984 mit Angela Fraunheim, 1985 mit Iris Albrecht, 1986 wieder mit Angela Fraunheim und 1987 mit Conny Sauermann. Dazu kommen 1985 und 1986 Titelgewinne im Mixed mit Uwe Lindenlaub. Mit Conny Sauermann stand sie noch 1988 und 1990 im Doppel-Endspiel.
Da sich die DDR ab 1972 im Tischtennis als Folge des Leistungssportbeschlusses international abkapselte, hatte Eva Kummer keine Gelegenheit, sich international zu profilieren. 
Mindestens seit 2006 bis heute (2011) spielt Kummer beim TTC 1956 Colditz in der Oberliga.